# Euphyia indistincta
Euphyia indistincta là một loài bướm đêm trong họ Geometridae.